# Tauschia drudeophytoides
Tauschia drudeophytoides är en flockblommig växtart som beskrevs av James Francis Macbride. Tauschia drudeophytoides ingår i släktet Tauschia och familjen flockblommiga växter. Inga underarter finns listade i Catalogue of Life.